# Heinrich Kraus (Theaterwissenschaftler)

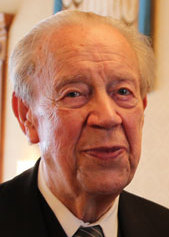
Heinrich Kraus, 2013

Heinrich Kraus (* 21. August 1923 in Wien; † 24. Mai 2018 ebenda) war ein österreichischer Theaterwissenschaftler und Theaterdirektor. Von 1964 bis 1971 war er Verwaltungsdirektor und ab 1971 Vizedirektor des Wiener Burgtheaters, von 1984 war 1987 war er Direktor des Theaters in der Josefstadt, ab 1990 war er Präsident der Internationalen Nestroy-Gesellschaft.

## Leben
Heinrich Kraus wurde als Sohn von Robert Kraus geboren, der von 1945 bis 1956 Leiter des Kulturamts der Stadt Wien war. Sein Großvater Alois Kraus war von 1879 bis 1919 Direktor des Tiergartens Schönbrunn. Nach der Matura 1941 wurde Heinrich Kraus zur Wehrmacht eingezogen. Nach Ende des Zweiten Weltkrieges begann er ein Studium der Theaterwissenschaft an der Universität Wien, wo er 1948 zum Doktor der Philosophie promovierte.
Ab 1945 war er als Mitarbeiter in der Direktion des Wiener Burgtheaters mit künstlerisch-organisatorischen Aufgaben betraut. 1949 holte ihn Helene Thimig-Reinhardt als stellvertretenden Leiter ans Max Reinhardt Seminar, 1951 wurde er Assistent von Ernst Haeusserman in der Kulturabteilung der Botschaft der Vereinigten Staaten in Wien. Von 1957 bis 1959 war er Intendant der Philharmonia Hungarica, anschließend Chefdisponent der Deutschen Oper am Rhein. 1961 holte ihn Haeusserman zurück ans Burgtheater, wo Kraus von 1964 bis 1971 Verwaltungsdirektor und ab 1971 Vizedirektor war. 1977 wechselte er ans Theater in der Josefstadt, wo er nach dem Tod Haeussermans von 1984 bis 1987 die Agenden des geschäftsführenden Direktors und später die des geschäftsführenden Gesellschafters übernahm und ab 2005 Vorsitzender des Stiftungsbeirates der Theater in der Josefstadt Privatstiftung war.
Von 1969 bis 1994 hatte er an der Universität Wien am Theaterwissenschaftlichen Institut einen Lehrauftrag, von 1983 bis 1994 unterrichtete er Theaterrecht und Theater in der Praxis am Reinhardt-Seminar. Ab 1990 war er Präsident der Internationalen Nestroy-Gesellschaft und der Raimund-Gesellschaft.
Kraus war ab 1963 mit der Opernsängerin Margareta Sjöstedt (1923–2012) verheiratet. Im Mai 2018 starb er im Alter von 94 Jahren. Er wurde am Hietzinger Friedhof in einem ehrenhalber gewidmeten Grab bestattet.

## Auszeichnungen
- 1967: Verleihung des Berufstitels Professor[2][3][1]
- 1971: Offizierskreuz Erster Klasse des Königlich Schwedischen VASA Ordens[2][3]
- 1977: Ehrenring des Wiener Burgtheaters[2]
- 1980: Paul Harris Fellow Rotary International
- 1984: Goldenes Ehrenzeichen für Verdienste um das Bundesland Wien
- 1985: Großes Silbernes Ehrenzeichen für Verdienste um die Republik Österreich
- 1985: Ernennung zum Kommandeur des Königlich Schwedischen Nordstern-Ordens
- 1987: Ehrenring des Theaters in der Josefstadt
- 1988: Ehrenmitglied des Wiener Bühnenvereins
- 1998: Verleihung des Goldenen Doktor-Diploms der Universität Wien
- 2003: Ehrenmitglied des Theaters in der Josefstadt
- 2005: Paul Harris Fellow mit Saphirstern Rotary International
- 2006: Ehrenmedaille der Bundeshauptstadt Wien in Gold[4]
- 2013: Kulturehrenzeichen der Stadtgemeinde Bad Ischl[2]
- Österreichisches Ehrenkreuz für Wissenschaft und Kunst[1]

## Publikationen
- 2016: Es hat viel Platz in 90 Jahren: Lebenserinnerungen eines Theatermannes, aufgezeichnet von Barbara Lipp, mit einem Geleitwort von Otto Schenk, Lehner-Verlag, Wien 2016, ISBN 978-3-902850-00-3